# Michipicoten
Michipicoten /u jeziku ojibway =big bluffs,/ jedna od bandi ili nacija Chippewa Indijanaca s ušča istoimene rijeke u Ontariju, Kanada. Ovdje na sjevernoj obali jezera Superior žive najmanje 700 godina.
Njihove nastambe u prošlosri su bili kolibe i wigwami od brezove kore, a kanu glavno prijevozno sredstvo. Danas žive na rezervatima Gros Cap 49, Chapleau 61, Gros Cap Indian Village 49a i Missanabie 62.